# 冬の子供たち
『冬の子供たち』（原題：Enfants d'hiver）は、ジェーン・バーキンが2008年に発表したアルバム。

## 解説
バーキン自身が全曲の作詞を担当した作品。「アウンサンスーチー」は英語詞で、他の11曲の歌詞はフランス語。本作のテーマのほとんどは、バーキンの初監督映画『Boxes』（2007年公開、日本では2009年9月に特別上映）から発展していったという。
「アウンサンスーチー」は、ミャンマーの人権活動家アウンサンスーチーを支援すべきと訴えたプロテストソングで、アムネスティ報告書からの引用の朗読も含む内容。2007年の反政府デモを背景に作られた曲で、バーキンは、世界中の人に歌詞を理解してもらうために英語詞で歌ったという趣旨のコメントをしている。バーキンは、フランスの石油企業トタルによる資本投下を批判し、ニコラ・サルコジ大統領に同社をミャンマーから撤退させるように呼びかけようとしたが、結果は出なかったため、自分達に何ができるかを人々に伝えようと思ったという。

## 収録曲
1. この手をとって - "Prends cette main" (Jane Birkin, Phil Baron) - 4:13
2. 青い季節 - "Période bleue" (J. Birkin, Alain Souchon, Pierre Souchon) - 3:49
3. あなたのおかげで - "A la grâce de toi" (J. Birkin, Pierre-Michel Sivadier) - 3:25
4. マダム - "Madame" (J. Birkin, Franck Eulry) - 2:51
5. ご機嫌は? - "Oh comment ça va ?" (J. Birkin, Bertrand Louis Perrin) - 3:35
6. 星煌めく家 - "Maison étoilée" (J. Birkin, Nicolas Richard) - 3:15
7. 2月14日 - "14 février" (J. Birkin, Annika Grill, Édith Fambuena) - 5:35
8. 冬の子供たち - "Enfants d'hiver" (J. Birkin, Hawksley Workman) - 3:43
9. 夜のとばり - "Il fait nuit" (J. Birkin, Pascal Rodde) - 3:24
10. なぜ? - "Pourquoi" (J. Birkin, Alain Lanty) - 2:20
11. アウンサンスーチー - "Aung San Suu Kyi" (J. Birkin, Franck Eulry) - 4:20
12. あなたのそばに - "Je suis au bord de ta fenêtre" (J. Birkin, N. Richard) - 3:40

## 参加ミュージシャン
- ジェーン・バーキン - ボーカル
- Edith Fambuena - ギター、ベース、プログラミング、シンセサイザー
- Fred Maggi - ピアノ、メロトロン
- Marcello Giuliani - ベース、コントラバス
- Philippe Entressangle - ドラムス、パーカッション
- Maxime Delpierre - ギター
- Pierre Souchon - ギター
- Annika Grill - プログラミング、シンセサイザー、フルート、ギター、バリトン・ギター
- Didier Gris - ブズーキ、マンドリン、ヴァイオリン
- Dominique Pereira Pinto - チェロ
- Gaël Rutkowski - アイリッシュ・フルート